# شريفي عبد الظاهر
شريفي عبد الظاهر (1910 - 1983) كان رئيساً للوزراء أفغاني في عهد حكومة محمد ظاهر شاه.

## حياته
ولد عبد الظاهر في ولاية لغمان. درس الثانوية في كابول. سافر بعدها إلى الولايات المتحدة لإكمال دراسته في جامعة كولومبيا أين درس الطب فيها وتحصل على الماجستير في «العلوم الصحية» في جامعة جونز هوبكينز. أصبح بعدها طبيبًا وعاد إلى أفغانستان لممارسة مهنته. اشتغل في السياسة وأصبح بشكل عام وزير الصحة، رئيس البرلمان، سفير أفغانستان في إيطاليا وفي باكستان. بين عامي 1971 و1972 رئيس وزراء أفغانستان. بعد بضعة أشهر من استقالته انسحب عبد الظاهر من الحياة السياسية. عاش فيما بعد في بيشاور الباكستانية، أين شن هجوماً على أفغانستان من أجل السلام.

## حياته الخاصة
كان متزوجا من كُريشا ولهما أربع أطفال. ابنه أحمد ظاهر كان موسيقي مشهور.